# 兵庫県立長田高等学校
兵庫県立長田高等学校（ひょうごけんりつ ながたこうとうがっこう）は、兵庫県神戸市長田区池田谷町に所在する県立高等学校。

## 概要
兵庫県立長田高等学校は、旧制兵庫県立第一神戸中学校（現：兵庫県立神戸高等学校）、第二神戸中学校（現：兵庫県立兵庫高等学校）につづき、第三神戸中学校として開校し、学制改革により現在の校名となった高校である。
旧制中学時代は「エリート校」であった一中とは異なり、三中は「中堅国民の養成」を目的とした教育が行われてきた。
2022年度からはSSH（スーパーサイエンスハイスクール）として指定されている。
文武両道を推す風潮であり、生徒のほとんどが部活動に参加する。特に陸上部、野球部、バレーボール部、山岳部、音楽部、放送委員会が強豪として知られている。
2013年度からは人文数理探究類型・特色選抜クラス（40名1クラスのみ）が設置されている。これは他の高校の専門学科とは異なり、文系・理系が入学時に決められていないコースとなっている。高校1年生ではエンパワーメントといわれる京都大学、大阪大学、神戸大学などの教員による高大連携講義を受講したり、理化学研究所や国立博物館などへ赴き通常の課外学習よりも深く勉強することで向学心を醸成する活動を行っている。高校1年の春休みではオックスフォード大学やケンブリッジ大学の現役大学生・大学院生に長田高校に短期滞在してもらい、社会テーマを決めた上で本コース生と英語で討論会などを行う。高校3年生ではイギリスもしくはオーストラリアの大学への長期滞在研修を選択することができる。また、高校生活で進めてきた研究活動の英語発表をスーパーサイエンスハイスクールの全国選抜校同士で実施する大会を出場するなどの特色がある。この人文数理探究類型の入試は3月実施の一般入試に先駆け2月に実施されている。選考試験は当日の筆記試験の点数や面接、内申書をもとに総合的に選抜される。
京阪神地区の大学への進学志向が強く、「長田高校は伝統的に、関西を出たがらない生徒が多い。」と評されている。

### 体育
教育理念である『智･徳･体』の調和的発達の一環として「周回走」と呼ばれる長距離走が体育の授業に組み込まれ、生徒達は体育の時間の最初に必ず一周410mのグラウンドを男子6周（約2460m）、女子5周（約2050m）走る。2学期末などには12周になることもある。以前は雨の日の体育は体育館を使わず、「ロング」と称し雨の中を走った（男子が15周、女子が10周程度）。これは雷が鳴らない限り行われ、ロング用にレインパーカーを制式採用されていた（ただし購入は生徒に委ねられていた）。
2008年度卒業生（61回生）は文部科学省制定のスポーツテストで、男子・女子ともに長距離走（男子1500m、女子1000m）の学年平均タイムにて全国1位の成績を残し、2019年度実施のスポーツテストでは、73回生男子が全国2位、女子が全国1位という結果を残している。
他にも体育のカリキュラムが他校より非常に厳しい。また3年2学期には累積で42.195kmの走破を目指す。プールが校内に無かった時代は兵庫高校まで走って行き、水泳の授業を実施していた。

### 教育理念
旧制神戸三中の初代校長、近藤英也の示した 「神撫教育」 が引き継がれている。新入生は今も、近藤校長が入学者の心構えを記した 「開門章（かいもんのしょう）」 を受け取る。近藤校長が目指したものは、個性主義・自由主義的な教育であった。
神撫教育
- 『智･徳･体』を調和統一して発達せしめ、健全なる人格的基礎を築かしめること。
- 一芸一才を見出し、これを啓培して職業的方向を自覚するに至らしめること。
- 人間の生活すべき真の道 即ち生活の指導原理を把握するに至らしめること。

Ad astra
ラテン語の成句である”Per aspera ad astra”（困難を克服して栄光を獲得する）に由来し、本校においての理念のような言葉である。長田高校の校歌にある「星に至らむ　のぞみもて（意味:星に届くような高いのぞみを持て）」に因み、毎年卒業生には”Ad astra”の文字が刻まれた銀色のメダルが渡される。なお、かつては純銀製のメダルであった。

### 教育綱領
教育理念とは別に、教育の指針として「教育綱領」が定められている。
- 自主独立
- 至誠勤労
- 社会正義

## 沿革

### 旧制第三神戸中学校（神戸三中）

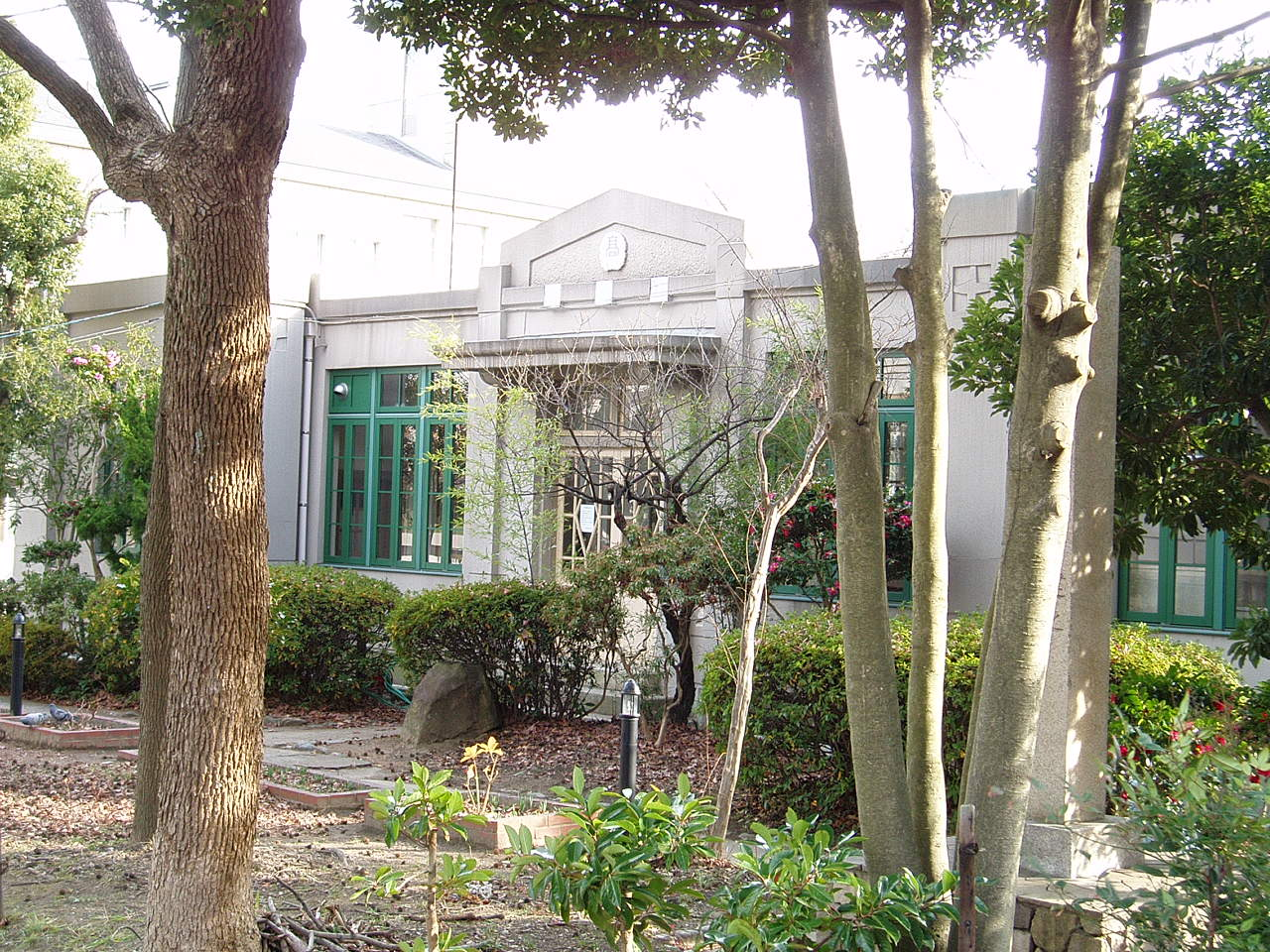
神撫会館

- 1919年8月 - 兵庫県第三神戸中学校新設が県会で議決。
- 1920年4月17日 - 文部省告示第274号により兵庫県立第三神戸中学校設立認可。
- 1921年4月16日 - 第1回入学式。
- 1923年5月 - 図書館落成（現 神撫会館）。現在残っている三中唯一の建物である。2010年、国の登録有形文化財[3]。
- 1926年3月 - 第1回卒業式。同窓会 「神撫会」 結成。
- 1932年12月26日 - 校舎の大部分を焼失、講堂・体育館・図書館を仮教室として使用。
- 1934年5月 - 鉄筋コンクリート造の新校舎落成。
- 1934年6月 - 旧制第二神戸商業学校（現 長田商業高等学校）と同居開始。
- 1936年2月 - 三中校歌「日出づる国」制定。

### 長田高等学校
- 1948年4月1日 - 学制改革により兵庫県立長田高等学校と改称。希望の多かった神撫にちなんだ名称は漢字制限のため実現しなかった。
- 1949年4月16日 - 高校第1回入学式。男女共学となった。商業科を併設。
- 1950年10月7日 - 新校歌制定（富田砕花作詞、信時潔作曲）
- 1953年 - 応援歌・逍遥歌制定。
- 1955年 - 商業科廃止。
- 1957年4月 - 通信教育部併設。
- 1961年5月 - 神撫台グラウンド竣工。
- 1963年9月 - 南校舎完成。（1995年1月、解体中に震災に遭い崩壊。）
- 1965年4月 - 通信制課程、兵庫県立青雲高等学校として独立。
- 1970年9月 - 服装自由化が全校投票で可決。
- 1994年8月 - 現校舎第1期完成。11月、旧校舎の解体開始。
- 1995年1月 - 震災により南校舎が全壊したため、旧校舎の解体作業を中断し再使用開始。
- 1996年1月 - 現校舎第2期完成。
- 1996年11月 - 旧校舎の解体撤去完了。
- 2000年10月14日 - 創立80周年記念式典が神戸国際会館にて挙行される。同校OBの中内㓛などが列席した。
- 2010年 - 神撫会館（旧図書館）が国の登録有形文化財に登録[3] される。
- 2013年4月 - 特色選抜の「人文・数理探究類型」が設置される。
- 2015年4月1日 - 兵庫県の学区再編に伴い、神戸第三学区から第1学区に変更される。
- 2016年1月29日 - 第88回選抜高等学校野球大会に21世紀枠として選出され、春夏通じて初めて甲子園に出場する。
- 2020年11月7日 - 創立100周年記念式典が神戸国際会館にて挙行される。

## 基礎データ

### 通学区域
特色選抜を含め、本校を志望できる学区は2014年度までは神戸市西部の旧神戸市第三学区であったが、2015年度からは神戸市北部・東部地域や淡路島を含めた第1学区となっている。

### 象徴

#### 校訓
校訓は特に定められていないが、教育理念から『智･徳･体』が引用されたり、後述の校歌から『Ad astra』が校訓のように扱われることがある。

#### 校章
校章は「髙」の文字を若菊の葉で囲んだものである。

#### 校歌
校歌は富田砕花の作詞、信時潔の作曲である。変ロ長調。
- 卒業生が受け取る卒業記念メダルには、『Ad astra』（ラテン語で星に到らんの意） と刻印されている。これは、校歌中の「星に至らん望み持て」のフレーズに由来する。

#### 服装
1970年に服装自由化を実施、私服登校が認められている。ただし男子は学生服、女子はセーラー服が標準服として定められており、始業式や終業式等の式典には着用が義務付けられている。また、染髪やピアスも許されている。

### 校舎
校舎は、定時制の兵庫県立長田商業高等学校が夜間、通信制の兵庫県立青雲高等学校が休日に使用している。

## 交通アクセス
- 高速長田駅（阪神神戸高速線）から徒歩15分
- 長田駅 (神戸市営地下鉄)から徒歩15分
- 神戸市バス3系統・4系統・44系統長田神社前バス停で下車徒歩5分
- 板宿駅およびJR神戸駅から神戸市バス11系統、鷹取駅から110系統長田小学校前バス停で下車徒歩5分。
- その他神鉄長田駅 (神戸電鉄)および山陽電鉄西代駅からも徒歩20分ほどでアクセス可能。

## 部活動
陸上競技部はリレーで全国制覇の経験がある。山岳部は近畿地方では屈指の強豪校（現在、兵庫県総体女子7連覇中、近畿大会男子5連覇中）であり、インターハイ出場も多く、全国でも上位(2019年全国インターハイ団体女子5位入賞、団体男子7位)の結果を残している。また、音楽部（全日本合唱コンクール高等学校部門Bグループ（1993年銀賞（混声合唱に限れば全国1位）、2012年・2019年銅賞）、NHK全国学校音楽コンクール（2005年・2008年優良賞））、物理部（Supercomputing Programming Contest, 日本学生科学賞、パソコン甲子園など）、ダンス部（全日本高校・大学ダンスフェスティバル）、水泳部、放送委員会（第68回、69回NHK杯全国高校放送コンテスト）も全国大会出場の実績がある。野球部は2016年度の第88回選抜高等学校野球大会に21世紀枠で出場した。
現在、本校に存在する部活動は以下の通りである。

### 運動部
- 硬式野球部
- サッカー部
- バレーボール部
- 硬式テニス部
- 軟式テニス部
- バスケットボール部
- 卓球部
- 水泳部
- 陸上競技部
- 剣道部
- 器械体操部
- 山岳部
- バドミントン部
- 空手道部
- ハンドボール部
- ダンス部

### 文化部
- 演劇部
- 音楽部
- 吹奏楽部
- 美術部
- E・S・S部
- 数学部
- 書道部
- 物理部
- 文芸部
- 茶華道部
- 家庭部
- 写真部
- 生物部
- 漫画研究部
- 朝鮮文化研究会

### 特別委員会
- 放送委員会
- 図書委員会
- 新聞委員会
- HP制作委員会

## 学校関係者と組織

### 学校関係者組織
- 同窓会は神撫会と称する。神撫（）とは近くの高取山の古名「神撫山（）」にちなみ、学校の雅称として用いられている。

### 著名な出身者
- 石野信一（三中卒。大蔵事務次官）
- 宮崎辰雄（三中卒。元神戸市長）
- 淀川長治（三中卒。映画評論家）
- 中内㓛（三中卒。ダイエー創業者）
- 牛尾治朗 (三中卒。ウシオ電機創業者)
- 花森安治（三中卒。ライター）
- 富士正晴（三中卒。小説家・詩人）
- 大森実（三中卒。ジャーナリスト）
- 友國八郎（三中卒。商船三井会長）
- 中西元男（東方設計大学栄誉教授）
- 玉田敏郎（元神戸市副市長、神戸市社会福祉協議会理事長）
- 垣内威彦（三菱商事社長）
- 竹添昇(日本ハム社長）
- 上門一裕（山陽電気鉄道社長）
- 岩田直樹（一条工務店社長）
- 大口昭彦（弁護士。早稲田大学全共闘議長）
- 西内啓（公衆衛生学者・元東京大学助教）
- 溝上恵（地震学者、東京大学名誉教授）
- 龍田節（京都大学名誉教授）
- 小野田俊蔵（佛教大学歴史学部歴史文化学科教授）
- 樫野孝人（実業家、政治家、著作家、(株)CAP代表取締役、かもめ地域創生研究所理事）
- 丘あつし（漫画家）
- 岡田嘉夫（画家）
- 北川昇（作曲家、合唱指揮者）
- 子守康範（フリーアナウンサー）
- 伊藤利尋（フジテレビアナウンサー）
- 陰山泰（俳優）
- 國森康弘（写真家、ジャーナリスト）
- 黒田有彩（タレント）
- どくさいスイッチ企画（アマチュアお笑い芸人）
- 春本雄二郎（映画監督）
- 宇垣美里（フリーアナウンサー）
- 山本亮（陸上競技選手、ロンドン五輪男子マラソン代表）
- 湯浅真由美（ナレーター）
- 横野浩一（医学者）
- 河合伸一（弁護士）
- 森茂起（心理学者、甲南大学教授）
- 中野瞳（陸上競技選手）
- 清田絵里加（モデル・レースクイーン）
- 橋本達弥（プロ野球選手）